# Рей Містеріо
Рей Містеріо (англ. Rey Mysterio); справжнє ім'я Оскар Гутьєррес Рубіо (англ. Óscar Gutiérrez Rubio); (народився 11 грудня 1974 року) — мексикано-американський реслер, який відомий своїми виступами в WWE. На початку кар'єри виступав в Мексиці, де опанував акробатичний стиль з багатьма повітряними атаками — луча-лібре — який в подальшому стає невід'ємною частиною його образу. Тренером Оскара є його дядько — легендарний Рей Містеріо старший.
На початку кар'єри працював на компанію Asistencia Asesoría y Administración (AAA) в Мексиці, з 1992 по 1995. З 1995 по 1996 виступав у Extreme Championship Wrestling (ECW), а з 1996 по 2001 — у World Championship Wrestling (WCW). На той час він називався Рей Містеріо молодший. Після розпаду WCW він переходить до World Wrestling Entertainment (WWE) і більше не використовує приставку «молодший».
В ринзі Містеріо відомий завдяки виконанню складних повітряних та акробатичних прийомів. Він одним з перших доклався до прориву легковагового та напівважкого реслінгу у США наприкінці 90-х, коли він виступав у WCW. Там він тричі вигравав командне чемпіонство (WCW World Tag Team Championship), та одного разу напівважке командне чемпіонство (WCW Cruiserweight Tag Team Championship) разом з Біллі Кідманом, в складі Filthy Animals. В WWE він тричі тримав світове чемпіонство (двічі вигравав титул чемпіона світу у важкій вазі WWE (World Heavyweight Championship) та одного разу титул чемпіона WWE (WWE Championship). Він також вигравав командне чемпіонство WWE чотири рази (WWE Tag Team Championship) та двічі інтерконтинентальне чемпіонство WWE (WWE Intercontinental Championship). Він також вигравав рекордні 8 раз напівважке чемпіонство WCW/WWE. Він 21-ший чемпіон потрійної корони WWE та переможець королівської битви 2006 року.

## Професійна кар'єра

### Рання кар'єра
Оскар дебютував на професійному поприщі 30 квітня 1989 року в Мексиці, коли йому було лише 14 років. Його тренером був його дядько, відомий Рей Містеріо старший. На початку кар'єри Оскар виступав під назвами «La Lagartija Verde (Зелена ящірка)» та «Colibri (Колібрі)», і лише згодом його дядько запропонував йому взяти його ім'я.

### Asistencia Asesoría y Administración (1992—1995)
В Asistencia Asesoría y Administración вже Рей Містеріо ворогував з Хувентудом Гереро. Це протистояння дійшло навіть до командного поєдинку Рея Містеріо старшого та Рея Містеріо молодшого проти Хувентудо та Фуерзо Гереро, батька Хувентудо. Рей також часто об'єднювався в команду з подібним за стилем до нього реслером Ромі «Ромео» Магрудером.

### Extreme Championship Wrestling (1995—1996)
Містеріо був підписаний Полом Хейманом в 1995. Його дебют відбувся у вересні на шоу Gangsta's Paradise, на якому він переміг ще одного новачка Психозіса. Між двома одразу розгорілася війна, кульмінацією якої був матч до двох фолів за правилами Мексикансько смертельного матчу. Містеріо також мав серію поєдинків проти ще одного новачка ECW та свого давнього суперника Хувентудо Гереро.

### World Championship Wrestling (1996—2001)

#### Напівважкий дивізіон(1996—1999)
Рей Містеріо молодший зробив свій дебют у WCW 16 червня 1996 року на шоу The Great American Bash 1996, де він намагався здобути пояс світового чемпіона у напівважкій вазі, однак тогочасний чемпіон Дін Маленко зумів хитрощами захистити титул. В липні на шоу Bash at the Beach 1996 Рею вдалося перемогти свого давнього суперника Психозіса та стати претендентом номер один на напівважке чемпіонство. Наступного дня, на шоу WCW від 8 липня, він переміг Маленко і здобув своє перше напівважке чемпіонство. Титул він утримував протягом трьох місяців, під час яких захищав його проти таких реслерів як Ультімат Драгон, Маленко, Супер Кало. На Halloween Havoc Містеріо таки програв титул Маленко. Містеріо також змагався з Ультімат Драгон за J-Crown титул, але не зміг виграти.
На початку 1997 він змагався з Принцом Явкеа за пояс телевізйного чемпіона WCW (WCW World Television Championship). Рей програв свій титульний матч проти Принца на SuperBrawl VII через втручання лорда Стівена Рігала. Містеріо також програв і матч-реванш в березні. Скоро Рей вплутався у ворожнечу з угрупуванням New World Order (nWo), кульмінацією якої став його програш у матчі за правилами смертельного мексикансько матчу проти Конана на Road Wild в серпні. Наступним суперником Рея став його друг в реальному житті Едді Гереро. Містеріо переміг Едді на Halloween Havoc 1997 в матчі Маска проти Титула на кону, і здобув друге напівважке чемпіонство. 10 листопада на черговому випуску WCWC Nitro він програє титул Едді. Був також і матч-реванш на World War 3, який був програний Реєм.
15 січня 1998 року Рей перемагає Хувентудо Гереро і здобуває своє третє чемпіонство. Однак, вже через дев'ять днів він програє титул Крісу Джеріко на Souled Out. Після матчу Джеріко продовжував бити Рея за допомогою ящичка з інструментами, який він знайшов під рингом. Це побиття стало прикриттям для відлучення Рея з телебачення, адже він по справжньому потребував операції на коліні. Через півроку він повернувся на Bash at the Beach і переміг Джеріко, в четверте ставши чемпіоном. Але вже наступної ночі він програє титул Джеріко, через втручання в поєдинок Діна Маленко. Рік потому, Рей вступив до одного з відгалужень nWo — Latin World Order — угрупування створеного Едді Гереро. До LWO входили практично всі лучадори, однак Рей на початку відмовився всупати в його ряди, і навіть здобув декілька перемог проти його членів. Проте він був таки змушений вступити до угрупування після поразки в матчі проти Едді Гереро, за умовами якого він мав це зробити. Містеріо мав також титульні бої: трьохсторонній проти Біллі Кідмана та Хувентуда Гереро на Starrcade 1998, та чотирьохсторонній матч проти Кідмана, Хувентуда та Психозіса на Souled Out 1999.

#### Вбивця гігантів та зняття маски

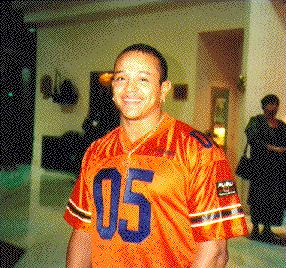
Рей Містеріо без маски

В 1999 році nWo зазнала реформ і розділилася на дві гілки, які вимагали розпаду LWO. Містеріо відмовився не носити кольори LWO, і як наслідок був атакований nWo. Це призвело до матчу на SuperBrawl IX, в якому зійшлися Містеріо та його партнер Конан проти Кевіна Неша та Скотта Холла в матчі Маска проти Волосся. Рей програв матч і згідно з умовами мусів зняти маску. Після матчу він пожалівся своєму дядькові, а згодом і фанатам:
| Ліві лапки | Я дуже сильно був проти цього! Не думаю, що WCW розуміло, що маска означає для мене, моїх фанатів і моєї сім'ї. Це був дуже поганий крок з їхнього боку. Фани хотіли Рея Містеріо з маскою і її втрата дуже сильно засмучує мене. Також розчаровує те, що це не переросло в кульмінацію протистояння проти іншого реслера в масці, а відбулося в прохідному матчі. Таке вже відбулося з Хувентудом та Психозісом і зрозуміло, що це був хибний крок Еріка Бішоффа. Думаю, що фани розуміють те, що я був у становищі, коли нічого не міг зробити. Або я втрачав маску, або я втрачав роботу. | Праві лапки |

Пізніше Містеріо стали називати «вбивцею гігантів» за перемоги над такими великими реслерами як Кевін Неш та Скотт Нортон. На Uncensored Рей змагався з Кевіном, але програв йому через втручання Лекса Крюгера. Були і інші матчі, і хоч Містеріо брав участь у багатьох пам'ятних матчах з великими топ-реслерами, він все одно не діставав пуш і ніяк не міг добитися статусу мейн-івентера. Це все відбувалося через політику Еріка Бішоффа та WCW, які розглядали напівважкий дивізіон лише в ролі мід-карду, не здатного захоплювати велику аудиторію, в той час як головні ролі в головних подіях належали великим реслерам. Рей, який був одною з найбільших зірок того дивізіону, відверто засуджував таку ситуацію:
| Ліві лапки | Дивізіон досяг певного місця, але нас ніколи не ставлять на вершину, і, коли вони познімали з нас маски, усе почало обвалюватися. У правління WCW є думка, що тільки великі чоловіки можуть приваблювати публіку і тому не створюються нові зірки. Але зараз реслінг так сильно змінився. Кріс Бенуа, Едді Гереро та Кріс Джеріко - усі були світовими чемпіонами, але в WCW вони - напівважковаговики. Також топ-реслери налякані, що народ захоче бачити в дії лучадорів, ніж як великі дядьки виходять на ринг і топчуть один одного 10 хвилин. А важковаговики шепчуть на вухо Еріку Бішоффу: "Не пускай цих хлопців на вершину. Вони маленькі, а це не те чим має бути реслінг. Ми маємо підтримувати традиції". І по-дурному для Бішоффа, який керує такою величезною компанією як WCW, слухати інших. Вінс Макмен керує власною компанією і робить, що він хоче, так само і Пол Хейман. Реслінг - це те, чого хочуть фанати, а не реслери. | Праві лапки |

15 березня, на черговому випуску WCW Nitro, Містеріо переміг Біллі Кідмана і здобув чергове напівважке чемпіонство. Наступного тижня Рей дістав першу можливість позмагатися за важковагове чемпіонство WCW. Суперника для чемпіона (Ріка Флера) вибирали лотереєю. Ель Денді був переможцем лотереї, але через його травму тайтл-шот був відданий Рею. Чемпіонський поєдинок завершився збереженням титулу Флером через дискваліфікацію. Наступного тижня Рей та Кідман об'єдналися в команду проти Бенуа та Маленко і виграли командне чемпіонство, що робило Рея подвійним чемпіоном. Також Містеріо успішно захистив титул напівважкого чемпіона в матчі проти Кідмана на Spring Stampede 1999, але втратив його 19 квітня в чотиристоронньому матчі проти Психозіса (переможець), Хувентуда Гереро та Блітцкріга. Наступного тижня він повернув чемпіонство. На Slamboree програв з Кідманом командні титули Равену та Перрі Сатурну в трьохсторонньому матчі, де участь також брали Маленко і Бенуа.

#### No Limit Soldiers; Filthy Animals (1999—2001)
В середині 1999 року Рей та Конан приєдналися до угрупування No Limit Soldiers, і почали змагатися з іншим угроупуванням — West Texas Rednecks. На The Great American Bash вони перемогли Курта Хенніга та Боббі Данкама молодшого. На Bash at the Beach вони знову перемогли техасців, але тепер вже в матчі 4-на-4. Опісля No Limit Soldiers розпадаються. Тоді Рей, разом з Кідманом та Едді Гереро формує ішне угрупування — Filthy Animals. Дуже скоро вони розпочинають конфронтацію з Dead Pool, і перемагають їх на в матчі 3-на-3 на Road Wild та на Fall Brawl. 19 серпня Містеріо програє чемпіонський титул Ленні Лейну.
18 жовтня до Filthy Animals приєднюється Конан; Містеріо і Конан знову об'єднюються в команду і змагаються з Harlem Heat за командне чемпіонство. Перші перемогли, але під час матчу Містеріо травмувався і покинув телебачення на деякий час. В команді Містеріо був замінений Кідманом. Ця команда програла титули Harlem Heat в трьохсторонньму командному матчі, в якому билися ще й The First Family.
Містеріо повернувся на весні 2000 року, і стабільно виступав на шоу, а зрештою приєднався до the New Blood, які ворогували з Millionaire's Club. 14 серпня на черговому випуску Nitro Рей в команді з Хувентудом перемогли Великого Муту та Вампайро і стали новими командними чемпіонами. Вони, однак, були позбавленні титулів, після того як Ернест Міллер утримав Діско Інферно в матчі, де умовою було позбавлення Рея і Хувентуда титулів в разі перемоги Ернеста. Восени The Filthy Animals змагалися з Natural Born Thrillers. На Fall Brawl дві команди змагалися між собою, однак матч закінчився без переможця. Містеріо відновив команду з Кідманом і двоє билися на шоу Halloween Havoc проти Natural Born Thrillers та Boogie Knights, проте тиулів не здобули.
На початку 2001 Filthy Animals ворогують з Team Canada, і програють їм матч на WCW Sin. Далі Рей кидає виклик Чаво Гереро молодшому і на SuperBrawl Revenge невдало намагається заволодіти титулом. Також разом з Кідманом вони беруть участь у турнірі за новостворенні пояси командних чемпіонів у напівважкій вазі (WCW Cruiserweight Tag Team Championship). Вони доходять до фіналу, але програють його Еліксу Скіпперу та Кіду Ромео. На фінальному випуску WCW Nitro від 26 березня вони здобувають ще одне шанс позмагатися за ці титули, і перемагають Ромео та Скіппера. Таким чином вони останні напівважкі командні чемпіони, бо WCW було продане WWE в подальшому.

### Повернення до Мексики (CMLL) (2001—2002)
Після закриття WCW Рей почав змагатися в Мексиці разом з Біллі Кідманом. В CMLL він провів разом 10 матчів. Перед тим як повернутися в Америку виступав у XWF, IWA and HWA, працюючи переважно з Едді Герреро та СМ Панком.

### World Wrestling Entertainment (з 2002)

#### Дебют та командні чемпіонства WWE (2002—2006)

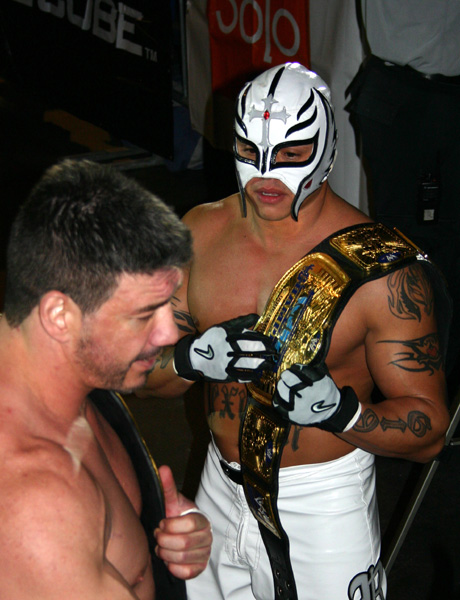
Рей Містеріо та Едді Гереро — командні чемпіони

В червні 2002 WWE підписує Рея і починає показувати перші промо про нього. Також від його імені було забрано приставку «молодший», тобто тепер його називали просто Рей Містеріо. Свій дебют Містеріо зробив 25 липня на арені Smackdown! як фейс і улюбленець фанів. Матч проти Чаво Гереро він виграв. Він почав ворогувати з Куртом Енглом, і кульмінацією їх протистояння став матч на Summerslam 2002, в якому завдяки фірмовому больовому захвату переміг Курт. Подальшим кроком Рея було створення команди з Еджем. Вони об'єдналися і почали змагатися в командному турнірі за новостворенні пояси командних чемпіонів WWE (WWE Tag Team Championship) (титул був ексклюзивний для арени Smackdown). Команда дійшла до фіналу, який відбувся на No Mercy, і програла Крісу Бенуа та Курту Енглу; сам матч був визнаний матчем року авторитетним виданням Wrestling Observer Newsletter. Після поразки Рей та Едж спромоглися заробити ще один тайтл-шот, завдавши поразки Los Guerreros. 7 листопада вони перемогли Енгла та Бенуа у матчі до двох утримань і стали командними чемпіонами. Однак, вже зовсім скоро, на Survivor Series, вони програли пояси Los Guerreros у трьохсторонньому матчі, в яому брали участь і колишні чемпіони — Бенуа та Енгл. Скоро після поразки, команда Еджа та Містеріо розпалася.
6 березня 2003 року, в трьохсторонньому матчі Рей переміг Таджірі та Джеймі Нобла і здобув можливість позмагатися за напівважке чемпіонство WWE (WWE Cruiserweight Championship). Він кидає виклик тодішньому чемпіону Метту Харді на WrestleMania XIX, однак програє через втручання Шенона Мура. 22 травня він знову здобуває тайтл-шот, перемігши в трьохсторонньму поєдинку Мура та Креш Холлі. 5 червня він перемагає Харді і стає новим чемпіоном. Титулом володів до 25 вересня, коли програв Таджірі.
1 січня 2004 року, він повертає титул назад, здолавши Таджірі. Він вдало захищає титул проти Нобла на Royal Rumble, але втрачає його на No Way Out Чаво Гереро. На WrestleMania XX він бере участь у турнірі за титул, але переміг знову Чаво. В червні він перемагає Чаво Гереро старшого і здобуває восьмий титул напівважкого чемпіона. Він вдало захищає титул на The Great American Bash 2004 проти Гереро молодшого, але скоро програє його Спайку Дадлі. На Survivor Series змагався за титул у матчі проти Спайка, Чаво та Біллі Кідмана, але не зумів виграти (переміг Спайк).
Містеріо сформував команду зі своїм другом в реальному житті Едді Гереро, однак вони нічого не добились. Після невдалих спроб повернуте напівважке чемпіонство, Рей формує команду з Робом Ван Дамом. Разом вони завойовують командне чемпіонство, здолавши Кензо Сузукі та Рене Дюпрі 9 грудня. На Armageddon 2004 вони вдало захищають титули в поєдинку проти екс-чемпіонів, проте втрачають їх 13 січня 2005 року в матчі проти Basham Brothers. Команда розпалася після того, як травмувався Роб.
Тоді Рей знову творить команду з Едді. На No Way Out 2005 вони повертають титули назад. В цей період Рей виходив з камерою, яку називав «619-камера», і знімав фанів під час того, як йшов до рингу. Всупереч традиційному букінгу, командні чемпіони не захищали свої титули на WrestleMania 21, а мали матч один проти одного, в якому переміг Рей. Через два місяці, на ECW One Night Stand Рей вперше за останні п'ять років переміг свого давнього суперника Психозіса.
Матч проти Едді на Реслманії був частиною сюжетної лінії, яка б мала розпалити ворожнечу між Реєм та Едді. Так Гереро зрадив Рея під час поєдинку з MNM, який останні виграли. Після матчу без дискваліфікації, у якому Рей переміг Чаво, Едді вибіг і запустив Рея об залізні сходи, демонструючи таким чином озлобленність через те, що він ніяк не міг перемогти його. В сюжет був також захоплений і син Рея — Домінік. Так, Едді стверджував, що він і є біологічним батьком Домініка, і, що син виховувався Реєм, бо Рей ніяк не міг створити сім'ю, і як дуже добра людина, Едді залишив сина на виховання Рею та його дружині Енджі. Обидвоє боролися за право опікуватися Домініком, і це протистояння вилилося в матч з драбинами, переможець якого і ставав опікуном Домініка. Переміг Рей. Ворожба між двома реслерами закінчилася після перемоги Едді в сталевій клітці. 13 листопада 2005 року Едді був знайдений мертвим в готельному номері в Міннеаполісі, штат Міннесота. Того ж дня WWE провело супершоу в честь нього, в якому брали участь зірки з двох брендів. Містеріо під час своєї палкої промови навіть зняв маску (хоч і не показував обличчя), а пізніше змагався з Шоном Майклзом. Після закінчення поєдинку і Шон, і Рей обнялися, а заплаканий Рей підняв руку догори, символізуючи пам'ять про Едді.
Рей також брав участь у командному бою на Survivor Series в складі команди SmackDown!, де окрім нього були ще Ренді Ортон, Батіста, ДжейБіЕл та Боббі Лешлі. Ця команда перемогла команду RAW (Кейн, Біг Шоу, Кріс Мастерс, Карліто і Шон Майклз). Також Рей зустрівся у бою з Біг Шоу; матч був названий «поєдинком Давида проти Голіафа». Матч закінчився без результату через втручання партнера Біг Шоу по крманді Кейна. Містеріо продовжував ворогувати з командними чемпіонами RAW, і навіть знайшов союзника у вигляді чемпіона у важкій вазі WWE Батісти. Обидвоє спочатку перемогли давніх суперників Рея — MNM — та здобули командне чемпіонство на своїй арені. На Armageddon 2005 відбувся так званий матч «Чемпіони проти Чемпіонів». Програли Рей та Батіста, після того як Кейн виконав чоукслем Рею. 30 грудня MNM зажадали матч-реванш, і завдяки втручанню Марка Генрі повернули командні пояси собі назад. Рей з Батістою не змогли зробити те саме у матчі в сталевій клітці, знову через втручання Генрі. 10 січня 2006 року Рей брав участь в малій королівській битві за вакантне важковагове чемпіонство на арені SmackDown! (окрім нього було ще 19 учасників). Він програв її, коли його викинув за межі рингу Марк Генрі. Саму битву виграв Курт Енгл, який викинув Марка і став новим чемпіоном у важкій вазі WWE.

#### Чемпіон у важкій вазі WWE (2006)

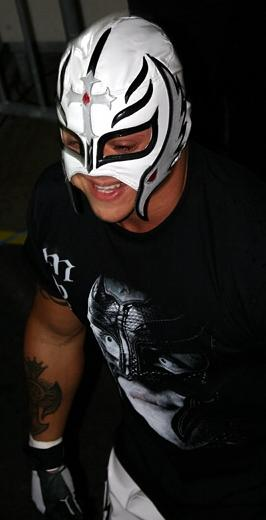
Рей на хаус-шоу

На Royal Rumble 2006 Містеріо вийшов під номером 2 і виграв битву, діставши тайтл-шот; останній кого він викинув був Ренді Ортон. Всього в рингу Рей пробув 62 хвилини, що є рекордом перебування у ринзі на королівських битвах. Проте Ренді не заспокоївся, вимагаючи від Рея поставити свій тайтл-шот, як приз у матчі на No Way Out. Крім того, протягом тижнів перед шоу, Ортон всіляко зневажав висловлюваннями Едді Гереро, що викликало незадоволення у фанів. На No Way Out Містеріо програв, але генеральний менеджер синього бренду Теодор Лонг допустив його до матчу на WrestleMania 22, який тепер був вже трьохстороннім: Ренді Ортон проти Рея Містеріо проти Курта Енгла. На Реслманії Рей утримав Ренді і став новим чемпіоном у важкій вазі. В наступні тижні відбулися одразу два захисти титулу: одного разу від Ортона, другого — від Енгла. Скоро розпочалася і ворожнеча проти ДжейБіЕла, який був на той час чемпіоном США. Джей БіЕл заявляв, що саме він заслуговує носити Реєве чемпіонство. Їм був назначений поєдинок на Judgment Day. Перед шоу було ще три тижня, і кожного тижня ДжейБіЕл мав змогу вибирати суперника Рею. Так, Містеріо програв Марку Генрі та Великому Калі, і закінчив без результату матч проти Кейна. Однак він зумів успішно захистити свій титул проти ДжейБіЕла. Ворожба посилилася, коли завдяки Рею ДжейБіЕл програв титул чемпіона США Боббі Лешлі. ДжейБіЕл заявив, що покине SmackDown!, якщо не виграє в мейн-івенті того випуску у Рея. Рей переміг, а ДжейБіЕл пішов (правда він повернувся на ECW One Night Stand 2006 в ролі постійного коментатора).
Було оголошено про поєдинок Рея проти Сабу на One Night Stand. Перед шоу він мав два матчі: бій проти Грегорі Хелмса (матч назвали «матчем Чемпіона проти Чемпіона», оскільки Хелмс був напівважким чемпіоном), де переміг, та матч проти Роба Ван Дама, який програв. На головному шоу Рей захистив титул проти Сабу, після того як останній не зміг продовжувати матч через невдале виконання DDT з потрійним стрибком. Скоро Рей захищає титул проти Марка Генрі, а допомагає йому в цьому Чаво Гереро: підійшовши до рингу, Чаво дає в руки Генрі стілець, а Рей в той момент падає, показуючи, що він дістав удар стільцем по голові. Суддя купився і Марк програв.
Також Рей позмагався з новим претендентом на титул Букером Ті. Так останній напав на Рея ззаду за допомогою своєї дружини Королеви Шармель; наступного тижня це вже вчинив Рей. Ворожба продовжилась титульним матчем, у якому переміг Рей.

#### Ворожба з Чаво Гереро (2006—2007)
На The Great American Bash Містеріо втратив титул через хіл-терн Чаво, який вдарив Рея залізним стільцем по голові. Чаво коштував Рею і матч-реванш через тиждень. Кульмінацією ворожнечі став матч на Summerslam, де двох чоловіків намагалася помирити дружина Едді Віккі Гереро, але вона випадково скинула Рея з кута рингу і той програв. Опісля Віккі теж робить хіл-терн і приєднюється до Чаво. На No Mercy Рей виграє у Чаво матч з утриманням будь-де. Тоді Чаво кидає виклик Рею на матч «Я здаюся». Матч закінчився поразкою Містеріо; в кінці матчу Чаво завдавав ударів стільцем по коліну Рея, завдавши йому «травми». Це дозволило забрати Рея з екранів, так як той потребував операції на коліні.
Рей повернувся на SummerSlam 2007 і завдав Чаво свого фірмового удару 619, після чого Гереро був одержимий ідеєю завдати ще однієї травми Рею.

#### Спроби здобути чемпіонство у важкій вазі (2007—2008)
На SmackDown! від 31 серпня Містеріо здобув черговий тайтл-шот, завдавши поразки Батісті та Фінлі. 7 вересня він мав ще один поєдинок «Я здаюся» проти Чаво, в якому переміг, завдавши в кінці поєдинку удару по коліну Чаво (повторюючи ситуацію попереднього їх матчу). Містеріо почав ворогувати з Великим Калі, і ця ворожнеча вилилася в матч на Unforgiven 2007 за чемпіонський титул (титулом володів Калі); матч правда був трьохстороннім, за участі Батісти, але все одно Калі зберіг пояс.
Тоді Рей знайшов нового суперника — Фінлі — опонента якого йому вибрав ДжейБіЕл. Їхня конфронтація називалася «Бій проти Польоту» («Fight vs Flight»), через разючу відмінність у стилях ведення бою. Після матчу без результату на SmackDown! від 28 жовтня, та подвійної дискваліфікації в матчі за можливість змагатися за титул 5 листопада, Рей таки здобув перемогу над Фінлі у матчі з каталками.
Рей знову зміг позмагатися за титул, здобувши перемогу в змаганні «Побий час». Він мав зустрітися на Royal Rumble 2008 проти Еджа. Титул він не виграв. Він ще раз зустрівся з Еджем на No Way Out, але знову програв. Крім того, в той час він потерпав від травми біцепса. Було оголошено, що він не зможе змагатися півроку, бо має пройти курс з трьох операцій протягом одного місяця.

#### Інтерконтинентальне чемпіонство (2008—2009)

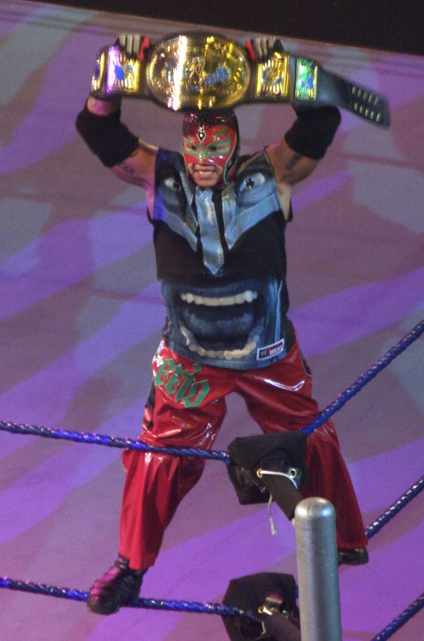
Рей Містеріо з титулом інтерконтинентального чемпіона

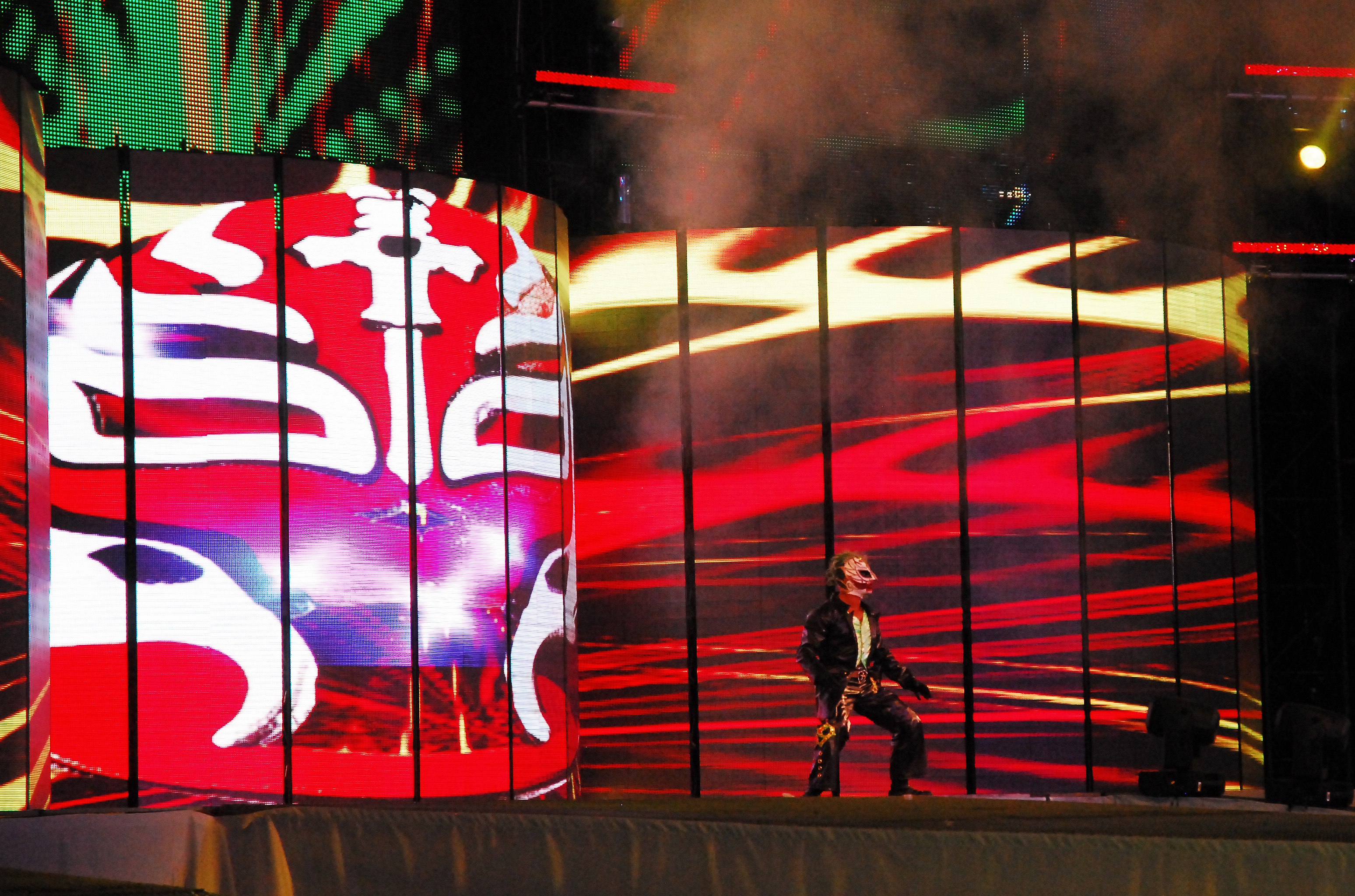
Вихід Рея на WrestleMania XXV

Містеріо повернувся 23 червня і був одразу ж вибраний на драфті до бренду Raw. 30 червня він мав першу конфронтацію з Сантіно Марелла. Наступного тижня він утримав Мареллу після 619. Генеральний менеджер Майк Едамл анонсував, що Джон Сіна травмувався і тому на Unforgiven у Чемпіонському бою його замінить Містеріо. Наступного тижня Рей повернувся на Raw після тривалої відсутності через побиття від Кейна, напав на того, стверджуючи, що він хотів закінчити його кар'єру. На Unforgiven Рей не завоював титул. Містеріо почав ворогувати з Кейном, і ця ворожба протривала до Survivor Series. Кейн назвав Рея «боягузом», що ховається за маскою", тому відбувся матчі з маскою на кону. Рей виграв поєдинок після того, як Кейна дискваліфікували через удар стільцем. Був ще один бій без правил на Cyber Sunday, в якому переміг Рей. Наступної ночі Рей переміг Евана Борна. Після матчу їх атакували Кейн та Генрі. Через декілька тижнів Рей разом з Кофі Кінгстоном змагалися проти Кейна та Генрі, але програли. Після матчу Кейн намагався травмувати Рея, але того спас Великий Калі. На Survivor Series 2008 команда Шона Майклза (окрім HBK туди входили ще Cryme Tyme, Містеріо та Великий Калі) перемогла команду JBL'а (сам JBL, Міз, Джон Моріссон, MVP та Кейн); так закінчилося суперництво Рея та Кейна. Потім Рей брав участь в турнірі за можливість позмагатися з інтерконтинентальним чемпіоном Вільямом Рігалом. Він переміг Міза та Кофі, але програв у фіналі СМ Панку. На королівській битві 2009 року він вийшов під номером 1, протримався у ринзі 49 хвилин 24 секунди і був викинутий номером 30 (фінальним учасником) Біг Шоу. Він кваліфікувався до клітки знищення, знову був у фінальній двійці, але програв Еджу. Пізніше він приймає виклик JBL'a позмагатися за його інтерконтинентальний титул на WrestleMania XXV, де переміг останнього за 21 секунду, що призвело до того, що ДжейБіЕл пішов на пенсію. Ця перемога зробила Містеріо 21-шим чемпіоном потрійної корони.
Він був повернений назад на SmackDown! протягом драфту, зробивши інтерконтинентальний титул ексклюзивним для синього бренду вперше з середини 2002 року.
Містеріо почав змагатися з Крісом Джеріко. Він захистив титул проти останнього на Judgment Day. На Extreme Rules 2009 Джеріко завоював титул в рекордний дев'ятий раз, знявши маску з Рея (обличчя правда він прикрив і воно не було показано). Наступним їхнім матчем був поєдинок «Маска проти Титулу» на The Bash, в якому переміг Рей. 10 липня він успішно захистив титул проти Рея, а після матчу на нього напав Дольф Зігглер. Почалась нова ворожнеча. Проте і на Night of Champions, і на Summerslam Рей вдало захистив титул проти Зігглера. 2 серпня було оголошено, що Рей порушив Wellness Policy (контроль за невживанням заборонених речовин) і буде відсторонений на 30 днів. В інтерв’ Містеріо пояснював, що приймав ліки через біль в руці та нозі, але просто вчасно не показав його управлінню. 4 вересня за сюжетом він програє титул Джону Моріссону.

#### Друге чемпіонство у важкій вазі та різноманітні суперництва (2009—2011)
Містеріо повернувся після відсторонення на шоу Hell in a Cell і виступив проти Джері-Шоу (Кріс Джеріко та Біг Шоу) в матчі за командне чемпіонство. Партнером Рея став його друг і колишній партнер Батиста. Однак, Джері-Шоу виграли. На WWE Bragging Rights відбувся чотирьохсторонній поєдинок, в якому змагалися Рей, Батіста, СМ Панк та чемпіон — Андертейкер. Протягом матчу Містеріо розбив утримання Батісти, яке можливо коштувало йому перемоги і титулу. Після матчу розлючений Батіста побив Рея і зробив хіл-терн. Це поклало початок ворожнечі між реслерами. Обидвоє зустрілися на Survivor Series 2009, де поєдинок виграв Батіста, виконавши три підряд Батіста-бомби, після чого суддя зупинив поєдинок. Містеріо програв ще раз у вуличній бійці 11 грудня на SmackDown!. Через кілька тижнів Містеріо переміг Батісту і став претендентом номер один на Андертейкерове чемпіонство. Матч закінчився без результату через втручання Батісти. Ще через деякий час Містеріо бра участь у турнірі «Побий час»; переможець отримував тайтл-шот. Містеріо переміг Кріса Джеріко, побивши час СМ Панка. Батіста в матчі з Ар-Трусом майже побив час Рея, але останній перервав суддю і час збіг, зробивши Містеріо переможцем. Було оголошено, що Батіста змагатиметься з Реєм один на один за «чисту» перемогу. Матч завершився без переможця, оскільки на двох напав Андертейкер. Наступного випуску два реслери змагалися в залізній клітці і переміг Рей. Однак на королівській битві Андертейкер захистив титул.
Після того Рей кваліфікувався в клітку знищення на Elimination Chamber 2010. Перед PPV Містеріо розпочав ворожнечу з СМ Панком та його угрупуванням Straight Edge Society. В клітці Рей видалив Панка, але сам був знищений Джоном Моріссоном. Ворожнеча з Реєм коштувала також йому можливості кваліфікуватися на матч з драбинами Money in the Bank. Рей переміг також соратника Панка Люка Гелловза. Під час святкування дев'ятиліття доньки Рея, яке відбулося на арені SmackDown! СМ Панк кидає виклик Рею. Їх матч мав відбутися на WrestleMania XXVI. Пізніше також була додана умова, згідно з якою при поразці Рей всупає в ряди SES. Рей виграв матч. Тоді на Extreme Rules відбувся ще один матч, де на кону стояло вже волосся Панка. Рей програв той матч. На Over the Limit відбувся ще один матч, в якому діяли дві попередні умови («Членство проти Волосся»). Переміг Містеріо, а Панк був поголений.

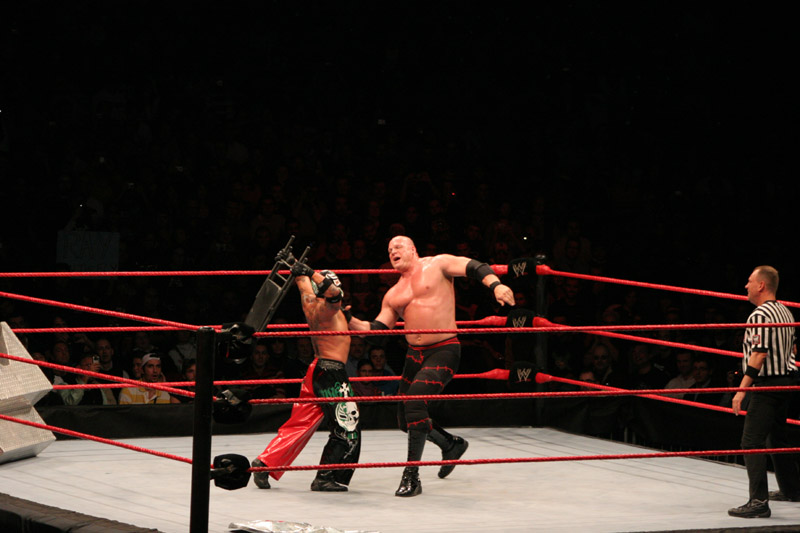
Рей Містеріо в матчі проти Кейна

28 травня Містеріо змагався з Андертейкером за тайтл-шот, але програв. Під час матчу він випадково травмував суперника і вибив його зі змагань на деякий час. Тоді він взяв участь у королівській битві, в якій брав участь весь ростер синього бренду. Рей виграв битву, викинувши останнім Кейна і потрапив в чотирьохсторонній матч, де вже були Панк, Біг Шоу та чемпіон Джек Сваггер. На шоу Fatal 4 Way він переміг у поєдинку і став новим чемпіоном. Весь наступний місяць Джек нападав на Рея, використовуючи свій фірмовий захват щиколотки. Проте на PPV Money in the Bank він захистив титул від Джека. Після матчу Сваггер напав на Рея і знову виконав свій захват. Раптово з'явився Кейн і прогнав нападника, роблячи вигляд, що він захищає Рея. Однак він одразу ж використав виграний в попередньому матчі кейс Money in the Bank від синього бренду і здобув титул. 20 липня він здобув ще одну можливість боротися за титул, здолавши Сваггера в матчі до двох утримань. Перед чемпіонським поєдинком на SummerSlam, Кейн почав стверджувати, що Рей є тим, хто напав на його брата — Андертейкера — і довів його до коми (сюжетна лінія, яка пояснювала відсутність Андертейкера, після того як він травмувався у матчі з Реєм). Тому на SummerSlam він вийшов з домовиною. Після того як він переміг Рея, він намагався засунути його в труну, але в ній вже був Андертейкер. Сам Андертейкер очистив ім'я Рея, вказавши, що справжній нападник — це Кейн.

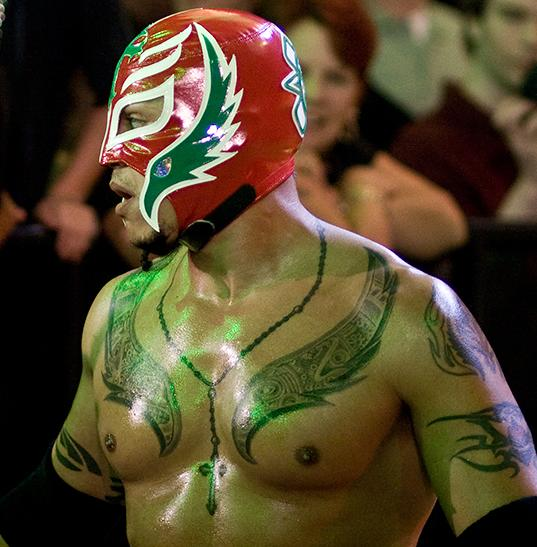
Рей на ювілейному шоу RAW

20 серпня відбувся матч між Містеріо і Альберто дель Ріо, в якому переміг Альберто завдяки больовому. 27 серпня Містеріо програв матч без дискваліфікацій Кейну, після чого на нього напав дель Ріо та травмував його руку. Скоро Рей повернувся і хотів поквитатися з Альберто, але той втік, залишивши розлюченому Рею свого анонсера Рікардо Родрігеза. Останній дістав від Рея 619. 8 жовтня Містеріо переміг Альберто і побив його безпрограшну серію. На Bragging Rights 2010 він представляв команду синьої арени, і дістав удар в спину від свого партнера по команді Альберто, який залишив напризволяще його та Еджа. Однак вони все одно перемогли команду RAW. На SS він створив команду, яка складалася з нього, Біг Шоу, Кріса Мастерса, MVP та Кофі Кінгстона. Їм протистояла команда дель Ріо (Альберто, Тайлер Рекс, Дрю Макінтайр, Джек Сваггер та Коді Роудс). Команда Рея виграла. На TLC 2010 брав учась у чотирьохсторонньму матчі проти Кейна, дель Ріо та Еджа. Едж здобув перемогу і став новим чемпіоном. Суперництво між Реєм та Альберто продовжувалося аж до січня, де в матчі до двох утримань переміг дель Ріо.
21 січня Містеріо змагався з Коді Роудсом і під час виконання 619 зламав оголеним наколінником ніс останньому. Це стало причиною ворожнечі. Брав участь в найбільшій королівській битві, де був викинутий Вейдом Бареттом. Битву виграв Альберто дель Ріо. Також кваліфікувався до клітки знищення на шоу Elimination Chamber, де був у фінальній двійці і програв Еджу. 25 лютого на нього напали Коді та Дасті Роудзи і зняли з нього маску (обличчя не було показане). Між Коді та Реєм відбувся матч на WrestleMania XXVII, який виграв перший. Наступного після Реслманії випуску SmackDown Рей реваншувався. Ворожнечі був покладений край після перемоги Рея у матчі з утриманням будь-де на Extreme Rules 2011.

#### Чемпіонство WWE та травма (2011)
На драфті 2011 року Містеріо був відібраний на RAW. 9 травня Рей не зміг добитися тайтлшоту в трьохсторонньму иатчі. Після матчу на нього напав Ар-Трус. Цей напад став причиною поєдинку на Over the Limit 2011, в якому переміг Ар-Трус. Саме тоді, Містеріо відновив ворожнечу з Панком. Вона протривала до шоу Capitol Punishment, де перемогу здобув Панк. Також Містеріо не зміг завоювати кейс Money in the Bank від червоного бренду. Сам кейс дістався дель Ріо. 18 липня Містеріо взяв участь у турнірі за чемпіонство WWE, де дішов до фіналу, зустрівся з Мізом і переміг його. Це був його перший титул чемпіона WWE за дев'ять років роботи в компанії. Тієї ж ночі він програв титул Джону Сіні. 8 серпня він був атакований Мізом і отримав сєжетну травму. Повернувся SummerSlam 2011 і разом з Джоном Моріссоном та Кофі Кінгстоном переміг Міза, дель Ріо та Ар-Труса. Наступного RAW не зміг завоювати титул в Альберто.
В той час його почала турбувати травма коліна.
Містеріо повернувся на нагородження Slammy Awards, щоб вручити звання «Суперзірка року» СМ Панку, але так як той був травмований, нагороду від імені Панка взяв Джон Лаурінайтіс. 26 квітня 2012 року з'явилася стаття чому немає Рея: він порушив вдруге політику WWE щодо заборонених речовин і був відсторонений на 60 днів. Крім того він потерпав від реальної травми.

#### Повернення після травми (2012—)

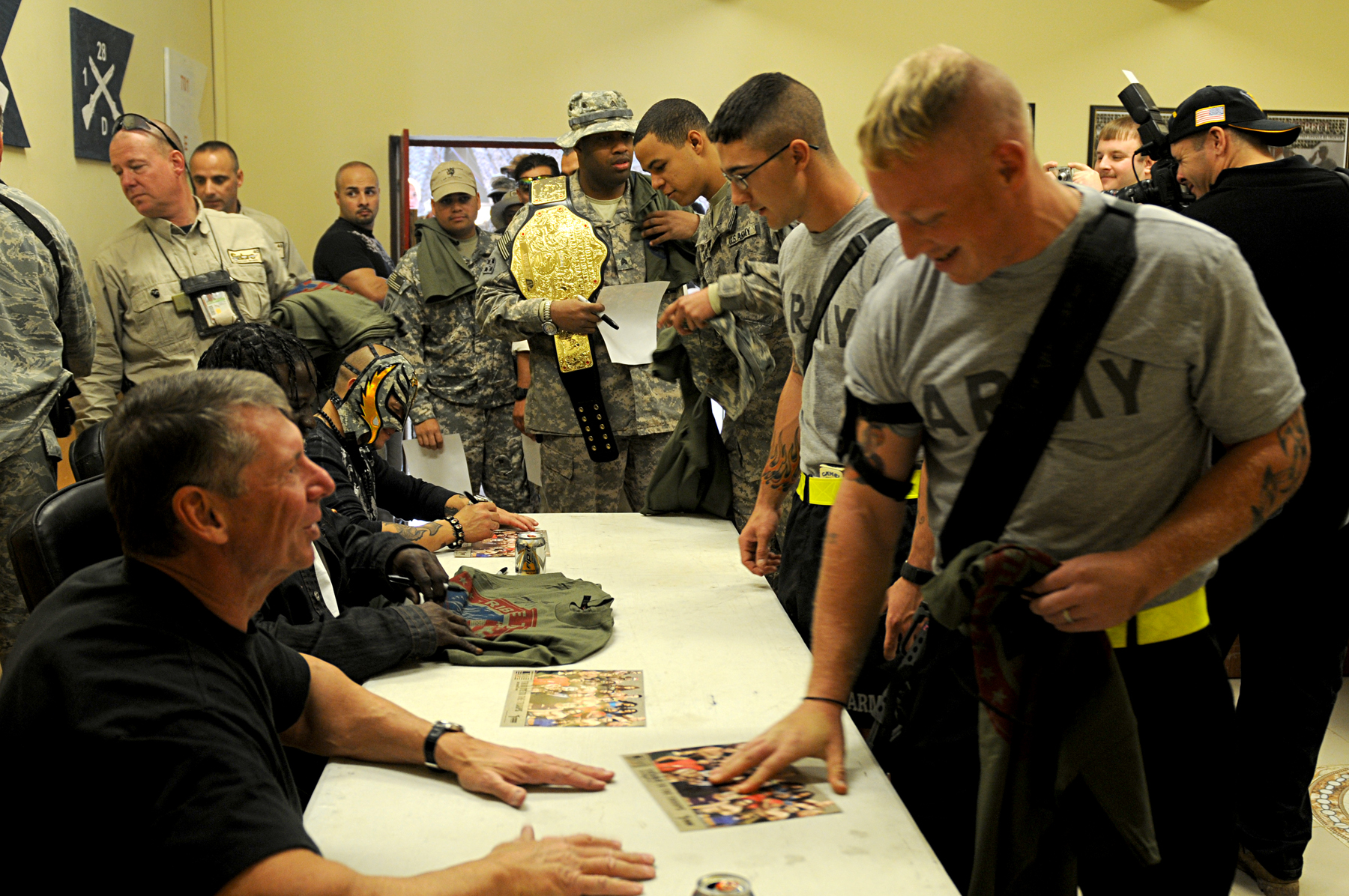
Рей на зустрічі з солдатами в Іраку

Рей повернувся на RAW 16 липня і спас Зака Райдера від нападу Альберто дель Ріо. Через чотири дні він об'єднався в команду з чемпіоном у важкій вазі Шеймусом проти дель Ріо та Зігглера. Матч закінчився перемогою фейсів через дискваліфікацію. На наступному випуску Smackdown! брав участь у чотиристоронньому матчі за визначення претендента номер один на титул чемпіона у важкій вазі проти дель Ріо, Кейна та Браяна; матч виграв Альберто. На Summerslam 2012 Містеріо не зміг відібрати титул інтерконтинентального чемпіона у Міза. Під час матчу від серйозно травмувався (струс мозгу), і повернувся 31 серпня, на черговому випуску Smackdown!, завдавши поразки Коді Роудзу. На Ночі чемпіонів Рей ще раз спробував завоювати інтерконтинентальний титул, однак поступився Мізу (окрім Рея і Міза в матчі брали участь Коді Роудз та Сін Кара). Наступного RAW, Рей об'єднався з іншим лучадором Сін Карою в команду для змагання з Епіко та Прімо, але під час матчу на них напали Prime Time Players (Тайтус О'Ніл та Дарен Янг). 1 жовтня Рей і Сін Кара вступили в турнір за визначення претендентів № 1 за титули командних чемпіонів WWE і в першому раунді перемогли Прімо та Епіко. Через тиждень вони здолали Янга та О'Ніла. Фінал турніру (лучадори проти Роудза та Дем'єна Сендоу) мав відбутися 15 жовтня, однак Рей захворів на кишкову інфекцію. 22 жовтня він повернувся на RAW, де у фіналі його команда програла Rhodes Scholars («Степендіати Роудза»). На Survivor Series 2012 Рей та Сін Кара разом з Тайсоном Кідом, Джастіном Габрієлем та Бродусом Клеєм перемогли Прімо, Епіко, Prime Times Players та Тенсая в традиційному командному поєдинку на вибування. На TLC 2012 Рей та Сін Кара ще раз змагалися проти «стипендіатів» за претенденство, але вони знову програли. Через декілька днів, після нападу Щита, Рей на деякий час зник з екранів, що дозволило його партнеру по команді Сін Карі долікувати травму коліна.
Містеріо повернувся як 14 учасник королівської битви на Royal Rumble 2013, 27 січня 2013 року. Він, однак, не зумів нікого викинути з рингу і сам був усунений Вейдом Барретом. 1 лютого, на арені Smackdown!, він разом з Сін Карою переміг командних чемпіонів Hell No. У березні Містеріо взяв ще одну відпустку у зв'язку із травмою коліна й був атакований Марком Генрі. Він планує повернутися в кінці серпня.

## Медіа
WWE випустила декілька збірок про Рея: «Rey Mysterio: 619», яка вийшла у форматах DVD та VHS, і розказує про особисте та професійне життя Рея; також є ексклюзивні відеоматеріали та матчі. Диск вийшов у 2003. У 23 жовтня 2007 року світ побачила збірка з трьох дисків «Rey Mysterio: The Biggest Little Man» з найкращими матчами Рея. Того ж року вийшло DVD «Before They Were Wrestling Stars: Rey Mysterio Jr» про ранню кар'єру Рея в Мексиці.
У Великій Британії видавництво Silver Vision включило деякі матеріали про Рея в свою збірку «Best of WWE collection». Туди увійшли матчі з SummerSlam 2005, Wrestlemania 22, No Mercy 2006, та SummerSlam 2007.
12 липня 2012 року WWE випустило «Rey Mysterio: Life of a Masked Man».

## Книги
Mysterio, Rey & Roberts, Jeremy (Листопад 2009 року) (тверда обкладинка). Rey Mysterio: Behind the Mask. New York, New York: WWE Books (Pocket Books). 368 сторінок. ISBN 978-1-4165-9896-1

## Особисте життя
Оскар одружений. Його дружина називається Енджі. Має двох дітей: сина Домініка (нар.1997 року) та доньку Алію (нар. 2001 року). Імена дружини і дітей є на його тілі у вигляді татуювань.
В березні 2007 року PWI опублікувало статтю, в якій стверджувалося, що деякі суперзірки WWE вживають заборенені речовини. Оскара звинувачували у вживанні нандролону та станозололу. Це призвело до його першого відсторонення. Був удруге відсторонений перед своїм останнім поверненням.
Гутієрез віруючий римо-католик. Часто хреститься перед матчами. Має татуювання зі словами молитов. Оскар дружить з Ноа «Wuv» Бернардо з P.O.D. Ця група виконувала багато його вступних тем.

## На ринзі

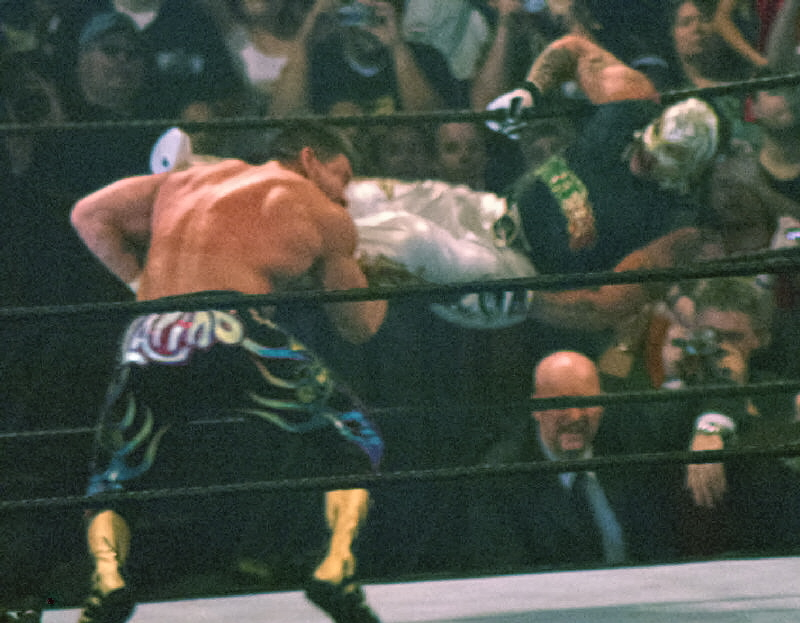
Містеріо виконує 619 Едді Гереро

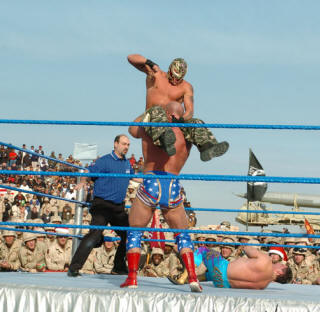
Рей виконує West Coast Pop Курту Енглу

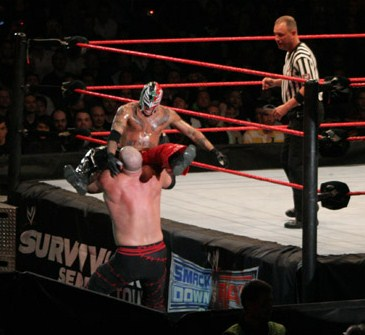
Рей Містеріо виконує сидячий сентон Кейну.

- Фінішери

  - 619[1][2][Note 1] Tiger feint kick в голову опоненту, після чого можливі такі продовження:
    - Diving headbutt[1] — ECW / WCW; використовується в WWE, як коронний[162]
    - Diving splash — 2005 — по теперішній час[163]
    - Droppin' Da Dime / TJ Drop (Springboard leg drop),[1] інколи слідує Diving leg drop bulldog об голову суперника — ECW / WCW; коронний у WWE.
    - Seated senton на стоячого опонента[164] — ECW / WCW; коронний у WWE
    - West Coast Pop[1][2] Springboard hurricanrana pin — ECW / WCW; перед прийомом у WWE піднімає руку і сигналізує про прийом
- Коронні прийоми

  - Armbar,[1] часто трансформується в hammerlock[1]
  - Arm drag, як контратака
  - Arm wrench inside cradle,[1]
  - Baseball slide, інколи перетворюється у Frankensteiner (headscissors takedown)[1]
  - Bronco buster[1]
  - Bulldog,[1] часто використовується як контратака
  - DDT, як контратака
  - Diving hurricanrana,[1]
  - Dragonrana
  - Dragon sleeper
  - Dropkick,[1]
  - Asian mist (Green mist) — 2011-досі
  - DDT
  - Reverse frankensteiner
  - High speed roundhouse kick
  - Inverted STF
  - Leg-feed enzuigiri
  - Multiple Crossbody variations
    - Diving Crossbody
    - reverse crossbody
    - Running Crossbody
    - Plancha зі штопором
    - Springboard crossbody

  - Multiple moonsault variations
    - diving moonsault
    - Arabian press[1]
    - Asai Moonsault[1]
    - Standing moonsault

  - Mysterio Express[1] (Powerbomb & Sunset flip powerbomb/Leg trap sunset flip powerbomb)
  - Mysterio-Rana
  - Slingshot or springboard somersault seated senton[1]
  - Spinning heel kick
  - Sitout facebuster
  - Standing shiranui
  - Suicide dive
  - Lou Thesz press[1]
  - Tilt-a-whirl[1] or headscissors takedown
  - Victory roll
  - Wheelbarrow bodyscissors,[1]
- З Біллі Кідманом
  - 619[1][2] Tiger Feint kick у виконанні Містеріо, після чого Shooting Star Press від Кідмана
  - Baseball slide в пах від Кідмана, після Bronco buster[1] від Рея
  - Catapult від Кідмана в diving hurricanrana від Містеріо
  - Double chokeslam
  - Nutcracker Suite[1] (Кідман тримає ноги опонента, в той час Рей виконує Leg drop в пах
  - Wheelbarrow facebuster (Кідман) / Droppin' Da Dime (Містеріо) (комбінація)
- З Еджем
  - 619[1][2] Tiger feint kick у виконанні Рея Містеріо з подальшим Spear чи Edgecution від Еджа
  - Bombs Away double-team Powerbomb combination (Едж) / springboard seated senton (Містеріо) combination
  - Catapult від Еджа з подальшою a diving hurricanrana від Містеріо
  - Double missile dropkick
  - Hurricanrana від Містеріо та Spear від Еджа
  - Powerbomb lift від Еджа Рею Містеріо, який потім виконує moonsaults на опонентів (суперники зазвичай знаходяться за рингом)
- З Робом Ван Дамом
  - 4:20 (Ван Дам робить Atomic drop супернику і готує його до Реєвого Droppin' Da Dime
  - 619[1][2] (Tiger feint kick) Містеріо переходить у Five-Star Frog Splash Ван Дама
  - Catapult від Роб Ван Дама з переходом на diving hurricanrana від Рея Містеріо
  - Rolling Thunder у виконанні Ван Дама іDroppin' Da Dime від Містеріо
- З Батістою
  - 619[2] Tiger feint kick після чого йде Spinebuster від Батісти
- Менеджери
  - Торі Вілсон (1999)
  - Тайгрес (2000—2001)
- Прізвиська
  - «El Super Duper Niño» («The Super Duper Kid») (ECW)
  - «The Technical Kid From San Diego» (ECW / WCW)
  - «Flying Fury» (WCW / WWE)
  - «The Giant Killer» (WCW / WWE)
  - «The Ultimate Underdog» (WCW / WWE)
  - «The Human Highlight Reel» (WCW / WWE)
  - «The Sensation» (WCW / WWE)
  - «The Firecracker» (WCW / WWE)
  - «The Master of the 619»[2] (WWE)
  - «The Biggest Little Man» (WWE)
  - «The Masked Maestro» (WWE)
- Вхідні теми

  - «Sad but True» від Metallica (ECW; 1995—1996; як Рей Містеріо Мл.)
  - «March of Death» від Jimmy Hart (ECW/WCW; 1995—1998; 1999; як Рей Містеріо Мл.)
  - «Flying Fury» від Ill Harmonics (WCW; 1998—1999; як Рей Містеріо Мл.)
  - «Bow Wow Wow» від Konnan and Mad One (WCW; 1999; як Рей Містеріо Мл.; як частина Filthy Animals)
  - «Psycho» від Konnan and Mad One (WCW; 1999—2001; як Рей Містеріо Мл.; як частина Filthy Animals)
  - «619» від Chris Classic (WWE;25 липня 2002 — 15 вересня 2005)
  - «Booyaka» виконується Реєм і Mad One (WWE; 28 жовтня 2005 — 26 травня 2006)
  - «Booyaka 619» від P.O.D. (WWE; 7 червня 2006-по сьогодні)

## Титули і нагороди
- Asistencia Asesoría y Administración
  - Mexican National Trios Championship 1 раз — з Октагоном і Супер Мунеко[165]
  - Mexican National Welterweight Championship 1 раз[166]
  - AAA Hall of Fame (Клас 2007 року)[167]
- Hollywood Heavyweight Wrestling
  - HHW Light Heavyweight Championship (1 раз)[168]
- International Wrestling All-Stars
  - IWAS Tag Team Championship (1 раз) — з Конаном[169]

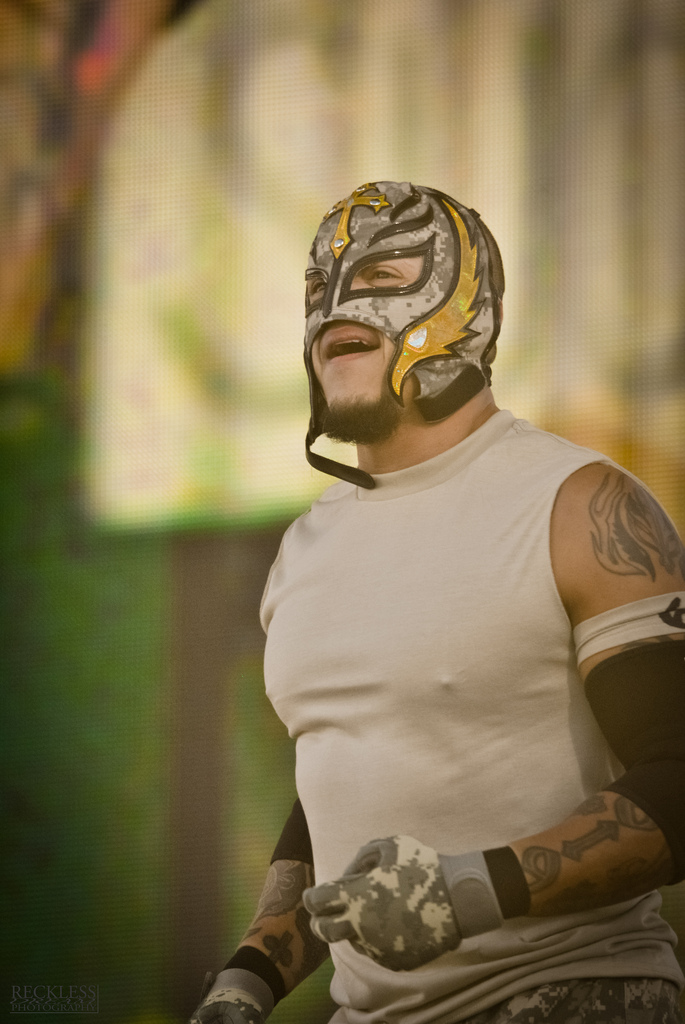
Рей на шоу Tribute to the troops

- International Wrestling Council
  - International Wrestling Council World Middleweight Title (2 рази)[170]
- Pro Wrestling Illustrated
  - PWI ставить його під #4 серед 500 найкращих одиночних реслерів в PWI 500 у 1999 році
  - PWI ставить його під #56 у PWI Years у 2003 році
- Тіхуана, Мексика
  - Tijuana Hall of Fame (Клас 2006 року)
- World Championship Wrestling[171]
  - WCW Cruiserweight Championship 5 разів[17]
  - WCW Cruiserweight Tag Team Championship 1 раз — з Біллі Кідманом[45]
  - WCW World Tag Team Championship 3 рази — з Біллі Кідманом (1), Конаном (1), і Хувентудо Герером (1)[28]
  - WCW Magazine Match of the Year (1997) проти Едді Гереро, за WCW Cruiserweight Championship, WCW Halloween Havoc, 26 жовтня
- World Wrestling Association
  - WWA Lightweight Championship 3 рази[172]
  - WWA Tag Team Championship 1 раз — з Реєм Містеріо старшим
  - WWA Welterweight Championship 3 рази[173]
- World Wrestling Council
  - WWC World Junior Heavyweight Championship 1 раз[174]
- World Wrestling Entertainment
  - WWE Championship (1 раз)
  - World Heavyweight Championship — 2 рази[175]
  - WWE Intercontinental Championship — 2 рази[176][177]
  - WWE Tag Team Championship 4 рази — з Еджем (1), Робом Ван Дамом (1), Едді Герерро (1), та Батістою (1)[178]
  - WWE Cruiserweight Championship 3 рази[17]
  - Переможець Royal Rumble (2006)[68]
  - 21-ший чемпіон потрійної корони
- Нагороди Wrestling Observer Newsletter 
  - Best Flying Wrestler (1995—1997, 2002—2004)
  - Best Wrestling Maneuver(1995) West Coast Pop
  - Match of the Year (2002) з Еджем проти Кріса Бенуа та Курта Енгла за WWE Tag Team Championship, WWE No Mercy, 20 жовтня
  - Most Outstanding Wrestler (1996)
  - Rookie of the Year (1992)
  - Worst Feud of the Year (2008) проти Кейна
  - Wrestling Observer Newsletter Hall of Fame, клас 2010

### Luchas de Apuestas
| На кону у матчі      | Переможець               | Переможений                   | Місце                    | Дата                 | Замітки            |
| -------------------- | ------------------------ | ----------------------------- | ------------------------ | -------------------- | ------------------ |
| Маска                | Рей Містеріо молодший    | Містер Кондор                 | Акапулько, Ґерреро       | 14 серпня 1992       | [ 179 ]            |
| Волосся              | Рей Містеріо молодший    | Рокко Валєнте                 | Тампіко, Тамауліпас      | 18 жовтня 1992       | [ 179 ]            |
| Волосся              | Рей Містеріо молодший    | Тоні Арче                     | Акапулько, Ґерреро       | 6 листопада 1992     | [ 179 ]            |
| Маска                | Рей Містеріо молодший    | Ель Бандідо                   | Сантьяго-де-Керетаро     | 28 травня 1993       | [ Note 2 ] [ 179 ] |
| Волосся              | Рей Містеріо молодший    | Вулкано                       | Монтеррей, Нуево-Леон    | 11 вересня 1993      | [ 179 ]            |
| Маска                | Рей Містеріо молодший    | Містеріозо                    | Тіхуана, Баха-Каліфорнія | 19 грудня 1996       | [ 179 ] [ 180 ]    |
| Маска                | Рей Містеріо молодший    | Едді Гереро                   | Лас-Вегас, Невада        | 26 жовтня 1997       | [ Note 3 ] [ 179 ] |
| Маска                | Кевін Неш and Скотт Холл | Рей Містеріо молодший і Конан | Окленд (Каліфорнія)      | 21 лютого 1999       | [ Note 4 ] [ 179 ] |
| Опіка над Домініком  | Рей Містеріо             | Едді Гереро                   | Вашингтон                | 21 серпня, 2005 року |                    |
| Титул проти Маски    | Рей Містеріо             | Кріс Джеріко                  | Сакраменто (Каліфорнія)  | 28 червня 2009       | [ Note 5 ]         |
| Волосся проти Титулу | Рей Містеріо             | СМ Панк                       | Детройт, Мічиган (штат)  | 23 травня 2010       | [ Note 6 ]         |

## Виноски
1. ↑  Згідно з WWE Confidential «619», рух розпочинається з розбігу, ніби-то для стрибка з рингу, але Рей прокручується між канатами, повертається в ринг і б'є суперника. Після дебюту WWE, він розмовляв з Тазом й Майклом Коулом прот те, щоб назвати рух в честь чогось, що близьке до його рідних країв. Таз обрав 619, бо це код Сан-Дієго, дому Рея.Waldman, Jon (4 вересня 2003). Mysterio DVD extras reviewed. SLAM! Wrestling.
2. ↑  Це був тристоронній матч; третім учасником був Ангель Мортал.
3. ↑  Гереро поставив свій титул.
4. ↑  На кону проти маски Містеріо було волосся Елізабет — менеджера The Outsiders.
5. ↑  Реєва маска проти інтерконтинентального титулу Джеріко.
6. ↑  Також Рей мав вступити в SES.